# The Virginian
The Virginian er en amerikansk stumfilm fra 1914 af Cecil B. DeMille.

## Medvirkende
- Dustin Farnum som The Virginian.
- Jack W. Johnston som Steve.
- Sydney Deane som Hughey.
- William Elmer som Trampas.
- Winifred Kingston som Molly Wood.